# Орден Труда (Чехословакия)
Орден Труда (чеш.  Řád práce) — государственная награда Чехословацкой Социалистической Республики.

## История
Орден Труда учреждён на основании Постановления Правительства от 3 апреля 1951 года за № 30/1951, в соответствии с которым также был учреждён ряд орденов и знаков отличия, и, в том числе, принято Положение о присвоении почётного звания Героя Социалистического труда.

## Статут
Орден Труда вручался за значительные результаты в развитии экономической области, особенно в промышленности, сельском хозяйстве, транспорте и торговле, в государственной или иной службе, за особые достижения в научной, научно-исследовательской или культурной деятельности, за технические усовершенствования или изобретения, имеющие большое экономическое значение, а также за заслуги в повышении обороноспособности армии.
Знак ордена носится на правой стороне груди.
Для повседневного ношения предусмотрена планка 10 мм высотой и 38 мм шириной, обтянутая орденской лентой.
Орден Труда может быть присуждён посмертно. В этом случае знак ордена и документы передаются семье награждённого для вечного хранения.
Орден труда может вручаться трудовым коллективам учреждений и организаций.

## Описание знака ордена
Знак ордена изготавливается из серебра и представляет собой пятиконечную звезду красной эмали диаметром 40 мм, наложенную на шестерню, украшенную венком из пшеничных колосьев. В центре звезды круглый медальон с венком из липовых ветвей, над которыми восходит солнце. Выше композиции по окружности надпись: «Čest práci» (Честь труду).
Реверс знака повторяет аверс, но без эмали. В центральном медальоне лавровый венок окружает символ серпа и молота, под которыми:
- до 1960 года надпись «ČSR»
- после 1960 года — «ČSSR»

Знак ордена при помощи переходного кольца подвешен к орденской ленте синего цвета (цвет рабочей одежды) шириной 38 мм и длиной 55 мм со светло-синей полосой 15 мм ширины в центре.

## Известные кавалеры
- Андршт, Зденек — хоккеист (центральный нападающий) и деятель спорта.
- Войта, Ярослав — актёр.
- Гофман, Властислав — театральный художник, сценограф, график, архитектор, урбанист, теоретик архитектуры.
- Зеленский, Виктор Федотович — украинский советский учёный в области физики твердого тела и физического материаловедения, доктор технических наук, академик.
- Карпов, Николай Борисович — советский государственный деятель, инженер угольного производства.
- Лотарев, Владимир Алексеевич — советский конструктор авиационных двигателей, академик АН УССР.
- Нейман, Станислав — чешский актёр театра, кино и телевидения, педагог.
- Свобода, Йозеф — чехословацкий и чешский сценограф, изобретатель, главный художник Национального театра в Праге.
- Стеклы, Карел — кинорежиссёр, сценарист и актёр театра и кино.
- Судек, Йозеф — фотограф.
- Урбанек, Рудольф — историк-медиевист, педагог, доктор философии и доктор исторических наук, академик.